# Kleine alk
De kleine alk (Alle alle) is een vogel uit de familie van de alken (Alcidae). De wetenschappelijke naam van de soort werd in 1758 als Alca alle gepubliceerd door Carl Linnaeus.

## Veldkenmerken
Op het water zijn het dikke, haast rolronde balletjes met een nauwelijks opvallend snaveltje en een opgericht kort staartje. Een zwart-wit vogeltje, zoals alle alkachtigen, met witte schouderstreepjes en witte topjes van de armpennen. In hun winterkleed hebben ze bovendien wit van keel tot achter de oorstreek. Het verenkleed is bij beide geslachten gelijk. De lichaamslengte bedraagt 19 tot 23 cm en het gewicht 150 tot 175 gram.

## Leefwijze
De kleine alk leeft in de zomer hoofdzakelijk van plankton welke al duikend vanaf het wateroppervlak wordt gevangen. In de winter is er weinig plankton, zodat de vogel zijn dieet aanpast en kleine visjes, zoals sprot, aan zijn dieet toevoegt.

## Ondersoorten en verspreiding
Er worden twee ondersoorten onderscheiden:
- A. a. alle (Baffineiland in Canada via Spitsbergen tot aan Nova Zembla)
- A. a. polaris (Frans Jozefland tot St. Lawrence (eiland) in Alaska)

De soort broedt in grote kolonies op eilanden in de Noordelijke IJszee op steile klippen en puinhellingen tussen rotsblokken. Tijdens de winter verlaten ze de poolgebieden en begeven zich naar volle zee.

## Voorkomen in Nederland en België
Ze komen in Nederland voor als onregelmatige gast. Vooral bij noordwesterstormen wordt de kleine alk aan de Nederlandse kusten gezien. Sommige jaren in grotere aantallen dan in andere jaren. Bij hevige stormen, vooral in november, kunnen ze soms ver landinwaarts worden geblazen. Zelfs tot in Zwitserland! Het noordelijke deel van de Noordzee behoort nog net tot het reguliere overwinteringsgebied. De meeste waarnemingen komen tussen oktober en november langs de Nederlandse kust. Ook in België verschijnen ze elke winter aan de kust.
Op 23 oktober 2005 werden op Schiermonnikoog in negen uur tijd 3287 kleine alken geteld.

## Status
De kleine alk heeft een groot verspreidingsgebied en daardoor alleen al is de kans op de status kwetsbaar (voor uitsterven) gering. De grootte van de populatie wordt geschat op 16 tot 36 miljoen individuen. Maar de trend is negatief, de aantallen gaan achteruit. Echter, het tempo ligt onder de 30% in tien jaar (minder dan 3,5% per jaar). Om deze redenen staat de kleine alk als niet bedreigd op de Rode Lijst van de IUCN.

## Afbeeldingen

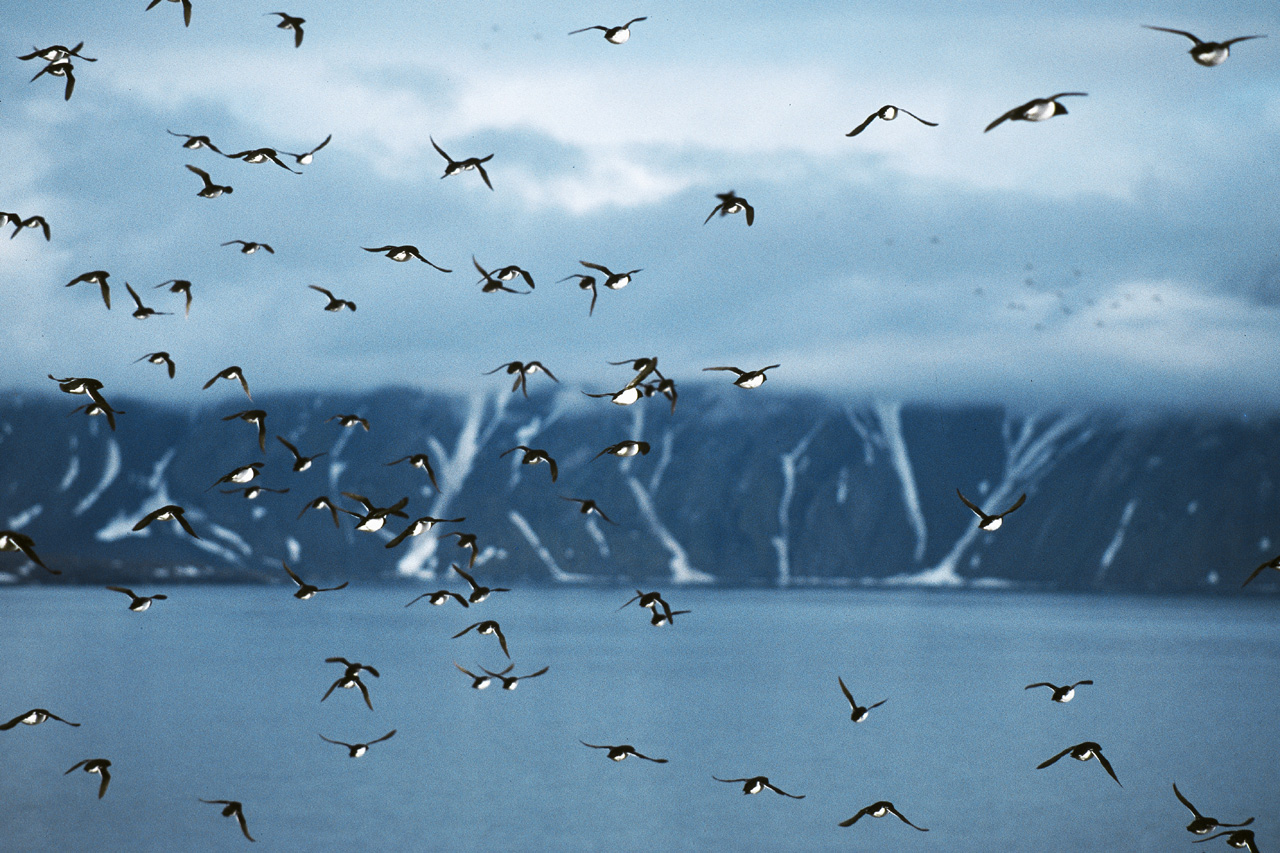
Zwerm kleine alken op Spitsbergen
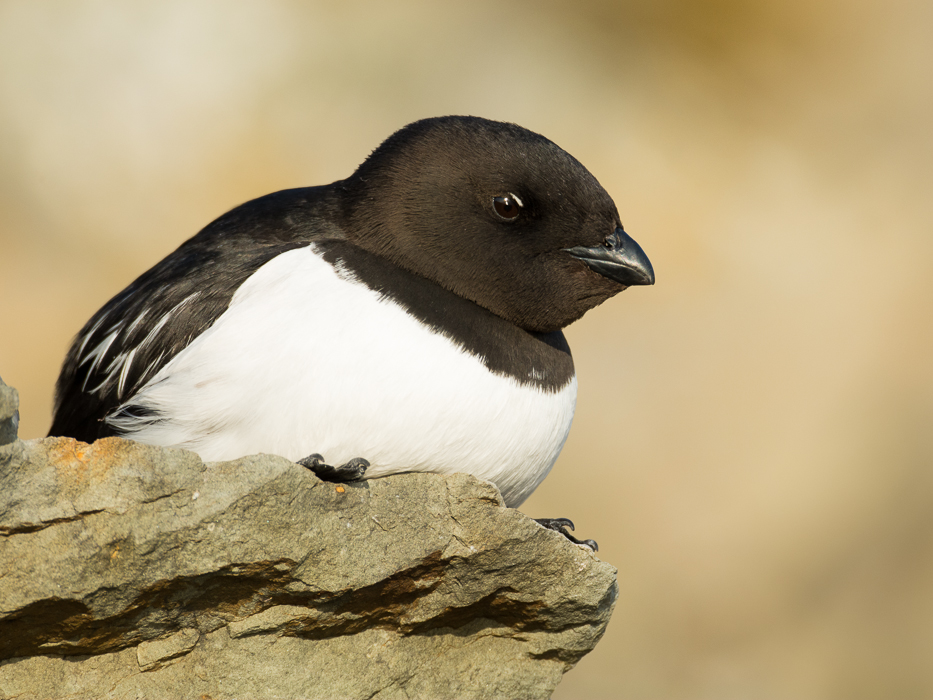
Kleine alk op Spitsbergen

## Video
- Kleine alk op Texel